# Bad Deutsch-Altenburg
Bad Deutsch-Altenburg (ungerska: Németóvár) är en köpingskommun i det österrikiska förbundslandet Niederösterreich. Kommunen är belägen vid floden Donau cirka 20 kilometer nordost om staden Bruck an der Leitha.

## Historia
Bad Deutsch-Altenburg omnämndes för första gången 1297. Samhället uppstod vid en äldre borg från 1000-talet och blev köping 1579. Bad Deutsch-Altenburg var redan under romartiden känd för sin varma jodsvavelkälla och blev tidigt kurort.

## Stadsbild och sevärdheter
Bad Deutsch-Altenburg präglas av många borgarhus i Biedermeierstil. På en backe står kyrkan, en romansk pelarbasilika (byggd kring 1213) med gotiskt kor och torn från 1300-talet, och det senromanska benhuset från mitten av 1200-talet.
Mitt emot Bad Deutsch-Altenburg på andra sidan Donau ligger nationalparken Donau-Auen.

### Museer
I kommunen och grannkommunen Petronell-Carnuntum finns ruinerna efter den romerska provinshuvudstaden Carnuntum och ett romerskt legionsläger, vars utgrävningsplats idag är en arkeologipark som kan besökas. Fynd från Carnuntum är utställda på museet Carnuntinum i Bad Deutsch-Altenburg.

## Näringsliv
Som kurort och nära nationalparken Donau-Auen samt arkeologiparken Carnuntum är Bad Deutsch-Altenburg ett viktigt turistcentrum med mer än 100 000 övernattningar årligen.

### Kommunikationer
Bad Deutsch-Altenburg är belägen vid väg E 59 (Wien-Bratislava).